# Leur morale et la nôtre

Leur morale et la nôtre est un court essai rédigé en 1938 par Léon Trotsky, alors en exil au Mexique, pour défendre le marxisme et le bolchévisme contre les accusations d'immoralité portées par de nombreux critiques dans le contexte des procès de Moscou. La version française, traduite par Victor Serge, fut publiée en 1939. Trotsky justifie notamment dans ce texte, au nom du principe selon lequel « les moyens sont organiquement subordonnés à la fin », les mesures de « terreur révolutionnaire » prises par le gouvernement de la Russie soviétique après la révolution d'Octobre et durant la guerre civile russe, y compris les exécutions d'otages. Trotsky lui-même avait pris en 1919 le décret qui autorisait la prise d'otages (dont les femmes et les enfants des adversaires) et leur exécution : par cet ouvrage, il défend rétrospectivement sa propre politique, justifiant l'usage de la violence du moment que celle-ci est mise au service de la « cause prolétarienne ».

## Une approche «marxiste» de la morale
Les moralistes et l'Histoire
Avant de développer la conception selon lui « marxiste » de la morale en politique, Trotsky commence par dresser un portrait psychologique de ses adversaires moralisateurs. Il écrit : « Les moralistes souhaitent par-dessus tout que l'histoire les laisse en paix avec leurs bouquins, leurs petites revues, leurs abonnés, leur bon sens et leurs règles. Mais l'histoire ne les laisse pas en paix. Tantôt de gauche, tantôt de droite, elle leur bourre les côtes. Évidemment : révolution et réaction, tsarisme et bolchevisme, stalinisme et trotskysme sont frères jumeaux ! Que celui qui en doute veuille bien palper, sur les crânes des moralistes, les bosses symétriques de droite et de gauche… »
La fin et les moyens
Trotsky entame ensuite une longue réflexion à partir de la question de la fin et des moyens. Les moralistes reprochent aux marxistes d'appliquer la formule selon laquelle la fin justifie les moyens. Trotsky demande alors sur quoi fonder son éthique, si ce n'est sur une fin sociale ? En dehors de la société, il n'existe que les vérités éternelles de la religion pour justifier la morale, ce qui représente une conception rétrograde. D'ailleurs, la bourgeoisie applique largement cette formule, sans le dire ouvertement. « La classe dominante impose ses fins à la société et l'accoutume à considérer comme immoraux les moyens qui vont à l'encontre de ces fins. Telle est la mission essentielle de la morale officielle. Elle poursuit « le plus grand bonheur possible » non du plus grand nombre, mais d'une minorité sans cesse décroissante. Un semblable régime, fondé sur la seule contrainte, ne durerait pas une semaine. Le ciment de l'éthique lui est indispensable. La fabrication de ce ciment incombe aux théoriciens et aux moralistes petits-bourgeois. »
Relativité des règles des moralistes
Trotsky constate d'ailleurs que les règles morales les plus généralement admises en temps de paix et de calme social perdent toute valeur en période de guerre et de crise. Les mêmes hommes qui respectaient le commandement « tu ne tueras point » se retrouvent, en temps de guerre, appelés à massacrer le plus grand nombre d'ennemis. Le bon sens ne permet pas de prendre en compte ces changements de situation, contrairement à la dialectique qui considère la morale comme un produit fonctionnel et transitoire de la lutte des classes.
Parmi les critiques moralisateurs du bolchévisme, Trotsky constate que beaucoup ont d'abord soutenu les procès staliniens ou observé le silence tant qu'il ne s'agissait que de combattre les trotskystes. Ils rejetèrent ensuite en nombre croissant le bolchévisme avec le stalinisme. Trotsky conteste vigoureusement cet amalgame, écrivant : « Il faut, en vérité, une totale indigence intellectuelle et morale pour identifier la morale réactionnaire et policière du stalinisme avec la morale révolutionnaire des bolcheviks. Le parti de Lénine a cessé d'exister depuis longtemps ; les difficultés intérieures et l'impérialisme mondial l'ont brisé. La bureaucratie stalinienne lui a succédé et c'est un appareil de transmission de l'impérialisme. En politique mondiale, la bureaucratie a substitué la collaboration des classes à la lutte des classes, le social-patriotisme à l'internationalisme. Afin d'adapter le parti gouvernant aux besognes de la réaction, la bureaucratie en a « renouvelé » le personnel par l'extermination des révolutionnaires et le recrutement des arrivistes. »
Les violences de la Guerre civile russe
À ceux qui lui reprochent d'avoir pris des otages en 1919, Trotsky répond que si la révolution avait fait preuve de moins d'inutile générosité au début, des milliers de vies auraient été épargnées par la suite. Il rappelle que Karl Marx avait soutenu la Commune de Paris en 1871 alors qu'on lui reprochait d'avoir fusillé quelques dizaines d'otages pendant la Semaine sanglante. Selon Trotsky, de même que la violence, le mensonge peut être nécessaire. Que dirait-on d'un ouvrier qui révèlerait les intentions des grévistes au patron ou d'un soldat qui ne cacherait rien à l'ennemi ? À propos de l'immoralité supposée des bolcheviks, Trotsky écrit : « L' « amoralisme » de Lénine, c'est-à-dire son refus d'admettre une morale supérieure aux classes, ne l'empêcha pas de demeurer toute sa vie fidèle au même idéal ; de se montrer hautement scrupuleux dans la sphère des idées et intrépide dans l'action ; de n'avoir pas la moindre suffisance à l'égard du « simple ouvrier », de la femme sans défense et de l'enfant. Ne semble-t-il pas que l'amoralisme n'est dans ce cas que le synonyme d'une morale humaine plus élevée ? »

## Interdépendance dialectique de la fin et des moyens
En conclusion, Trotsky aborde la question de l'interdépendance dialectique de la fin et des moyens. Si la fin justifie les moyens, encore faut-il que la fin elle-même soit justifiée. D'autant plus que la fin immédiate devient le moyen d'une fin ultérieure. Selon Trotsky, tout ce qui mène à l'accroissement du pouvoir de l'homme sur la nature et à l'abolition du pouvoir de l'homme sur l'homme est justifié. La morale révolutionnaire condamne en revanche les méthodes qui dressent une partie de la classe ouvrière contre les autres ou qui substituent le culte des chefs à l'activité des masses. Elle condamne la servilité à l'égard de la bourgeoisie. Elle condamne le stalinisme non pas au nom d'une éthique abstraite mais parce que ses pratiques, tromper les masses, faire passer des défaites pour des victoires, des amis pour des ennemis, acheter les chefs, forger des légendes, monter des procès truqués, tout cela ne peut servir qu'une fin : prolonger la domination d'une coterie qui est un obstacle à la victoire du socialisme.